# Kamil Kosiba
Kamil Kosiba est un joueur polonais de volley-ball né le 22 février 1999 à Biecz (PP). Il joue réceptionneur-attaquant. De la saison 2020/2021 il est dans l'équipe BKS Visła Bydgoszcz.